# Mediodactylus kotschyi
Cyrtopodion kotschyi là một loài thằn lằn trong họ Gekkonidae. Loài này được Steindachner mô tả khoa học đầu tiên năm 1870.

## Hình ảnh

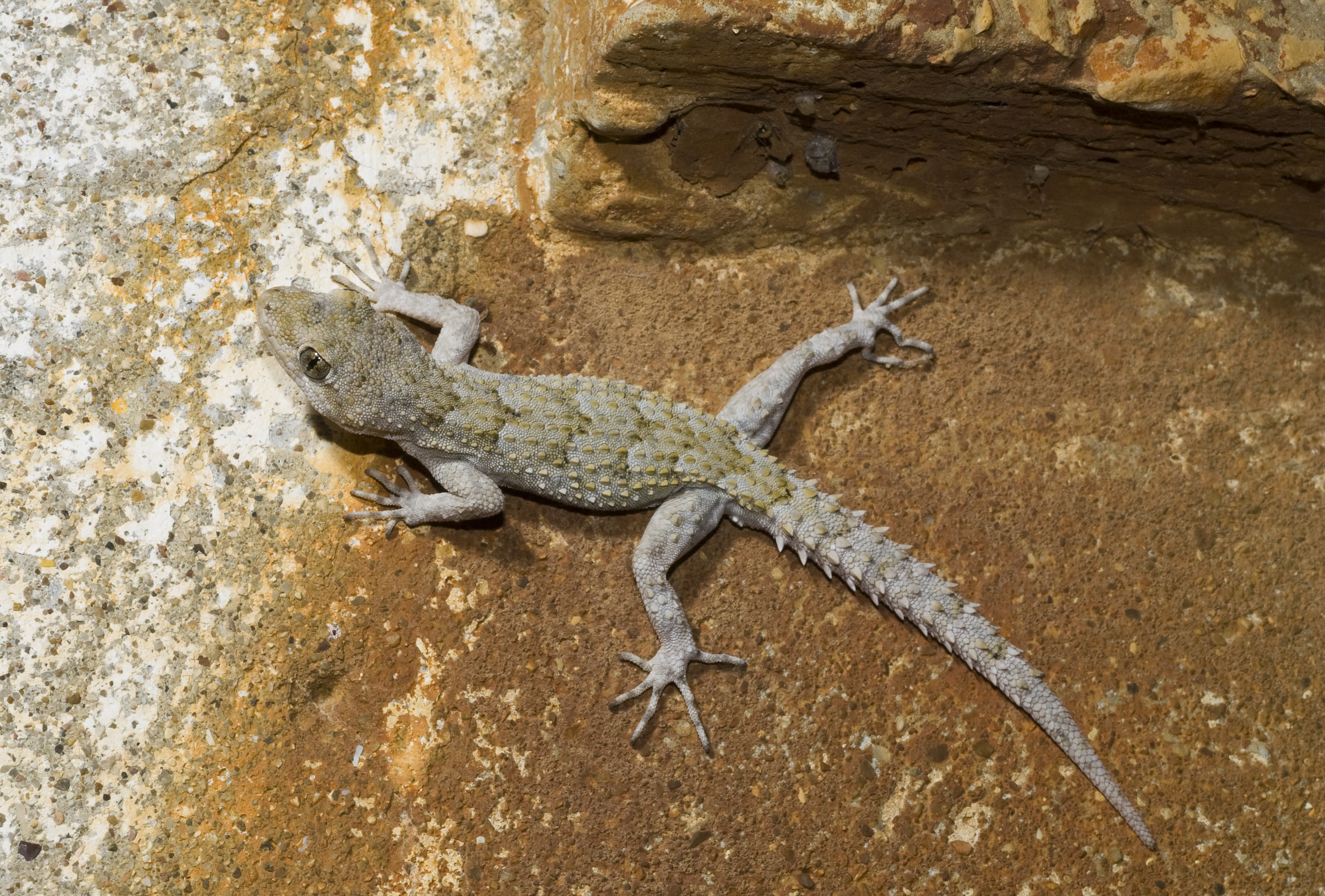
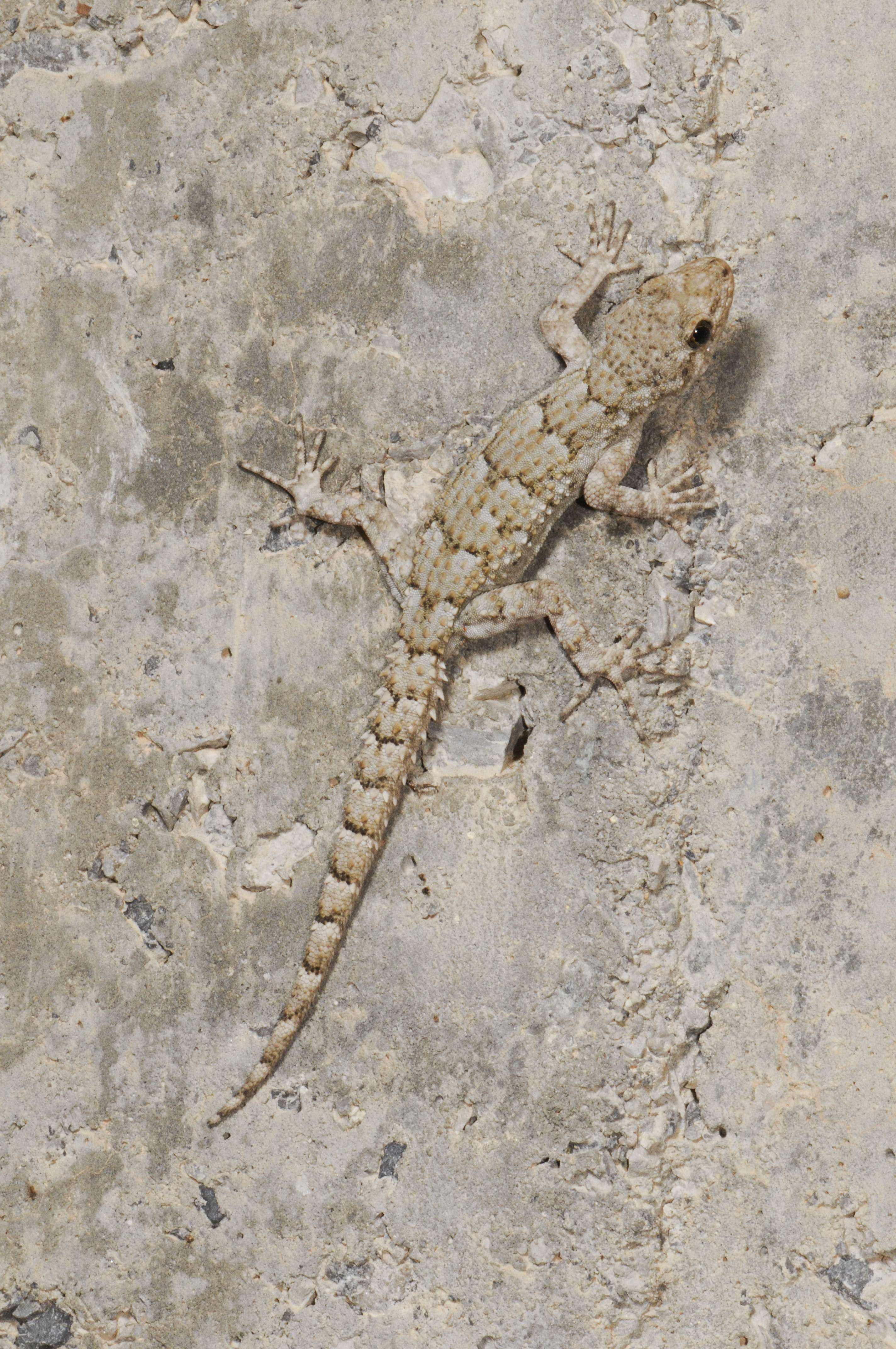
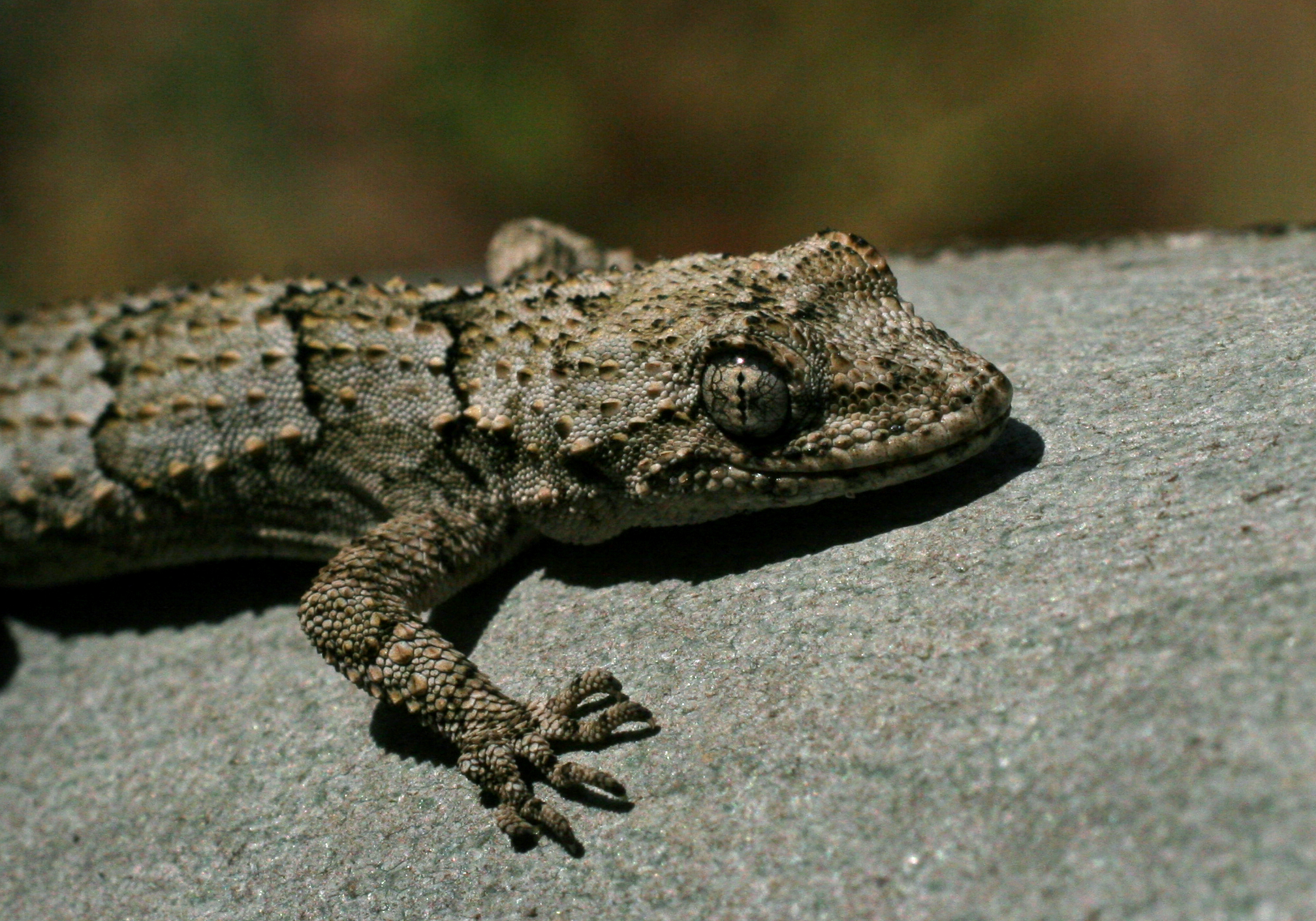